# جون بارتون
جون بارتون (بالإنجليزية: John Barton)‏ (24 أكتوبر 1953 ببرمنغهام في المملكة المتحدة - ) هو مدرب كرة قدم ولاعب كرة قدم بريطاني في مركز الدفاع. لعب مع ديربي كاونتي ونادي إيفرتون ونادي كيدرمينستر هاريرز لكرة القدم ونادي ووستر سيتي ونادي ستوربريدج.

## وصلات خارجية
- جون بارتون على موقع قاعدة بيانات كرة القدم.إي يو (الإنجليزية)